# Liza alata
 Liza alata és un peix teleosti de la família dels mugílids i de l'ordre dels perciformes.

## Morfologia
Pot arribar als 75 cm de llargària total.

## Distribució geogràfica
Es troba des de les costes de l'Àfrica oriental fins a Sud-àfrica, Madagascar, nord d'Austràlia, Nova Guinea i Tonga. També al riu Zambeze (Àfrica).